# Ворба (Минесота)
Ворба (енгл. Warba) град је у америчкој савезној држави Минесота.

## Демографија
По попису из 2010. године број становника је 181, што је 2 (-1,1%) становника мање него 2000. године.
| Група             | 2000.       | 2010.       |
| Белци             | 177 (96,7%) | 176 (97,2%) |
| Афроамериканци    | 0 (0,0%)    | 0 (0,0%)    |
| Азијати           | 0 (0,0%)    | 0 (0,0%)    |
| Хиспаноамериканци | 3 (1,6%)    | 0 (0,0%)    |
| Укупно            | 183         | 181         |